# 横山伸吾
横山 伸吾（よこやま しんご、1985年5月10日 - ）は、日本の男性空手家、キックボクサー。兵庫県出身。CMA KPW キックフェザー級王者。CRAZY WOLF所属。“天才空手家”横山剛の実弟。経営者としても腕を発揮。2020年10月には明石にてスポーツジム2号店を開店。

## 人物
士道館 横山道場の師範代。

## 来歴
父親と兄の影響を受けて小学5年時に実践空手を始める。
2001年、第21回士道館杯争奪ストロングオープントーナメント 全日本空手道選手権大会 軽重量級 準優勝
2002年、第22回士道館杯争奪ストロングオープントーナメント 全日本空手道選手権大会 軽重量級 優勝
2003年、第23回士道館杯争奪ストロングオープントーナメント 全日本空手道選手権大会 軽重量級 準優勝
2006年10月29日、第26回士道館杯争奪ストロングオープントーナメント 全日本空手道選手権大会 軽量級 優勝
2008年12月14日、GRACHANの初代CMA KPW キックフェザー級王座決定トーナメント1回戦でソ・ドンフムと対戦し、序盤から蹴りで攻め込みTKO勝ちを収めた。決勝戦で神谷勲と対戦し1Rからダウンを奪うなど圧倒しKO勝ちを収め、初代CMA KPW キックフェザー級王者に就いた。
2009年7月12日、GRACHAN IIのCMA KPW キックフェザー級タイトルマッチでTAICHIと対戦し、多彩な蹴り技で圧倒し1RKO勝ちを収めタイトル初防衛に成功した。
2009年11月29日、GRACHAN ⅢのCMA KPW キックフェザー級タイトルマッチで藤井英人と対戦しTKO勝ちを収め二度目の防衛に成功した。
2010年4月25日、GLADIATOR 6で蔦英之と対戦し、2RTKO勝ちを収めた。
2011年1月30日、GLADIATOR 13のメインイベントで藤田克利と対戦し、ドクターストップによるTKO勝ちを収めた。
2011年4月17日、東北太平洋地震チャリティーイベント「CRAZY KING Vol.3」のメインイベントで、元ルンピニー＆ラジャダムナン・フェザー級王者マキ・シップムーンと対戦し、判定勝ちを収めた。
2011年6月25日、K-1 WORLD MAX 2011 -63kg Japan Tournament FINALのオープニングファイトで左右田泰臣と対戦し、3Rに左ローキックでダウンを奪われ0-3の判定負けを喫しプロ初黒星となった。

## 戦績

### プロキックボクシング
| キックボクシング 戦績 | キックボクシング 戦績 | キックボクシング 戦績 | キックボクシング 戦績 | キックボクシング 戦績 | キックボクシング 戦績 | キックボクシング 戦績 |
| --------------------- | --------------------- | --------------------- | --------------------- | --------------------- | --------------------- | --------------------- |
| 8 試合                | (T)KO                 | 判定                  | その他                | 引き分け              | 無効試合              |                       |
| 7 勝                  | 6                     | 1                     | 0                     | 0                     | 0                     |                       |
| 1 敗                  | 0                     | 1                     | 0                     | 0                     | 0                     |                       |

| 勝敗 | 対戦相手           | 試合結果                              | 大会名                                                         | 開催年月日     |
| ×    | 左右田泰臣         | 3R終了 判定0-3                        | K-1 WORLD MAX 2011 -63kg Japan Tournament FINAL                | 2011年6月25日  |
| ○    | マキ・シップムーン | 3R終了 判定                           | CRAZY KING Vol.3                                               | 2011年4月17日  |
| ○    | 藤田克利           | 2R 2:49 TKO(ドクターストップ)         | GLADIATOR 13                                                   | 2011年1月30日  |
| ○    | 蔦英之             | 2R 1:55 TKO(タオル投入)               | GLADIATOR 6                                                    | 2010年4月25日  |
| ○    | 藤井英人           | 4R 2:20 TKO                           | GRACHAN Ⅲ 【CMA KPW キックフェザー級タイトルマッチ】           | 2009年11月29日 |
| ○    | TAICHI             | 1R 2:33 KO(膝蹴り連打)                | GRACHAN II 【CMA KPW キックフェザー級タイトルマッチ】          | 2009年7月12日  |
| ○    | 神谷勲             | 2R 1:13 KO(2ノックダウン：パンチ連打) | GRACHAN 【CMA KPW キックフェザー級王座決定トーナメント 決勝】  | 2008年12月14日 |
| ○    | ソ・ドンフム       | 1R 1:43 TKO(レフェリーストップ)       | GRACHAN 【CMA KPW キックフェザー級王座決定トーナメント 1回戦】 | 2008年12月14日 |

### エキシビションマッチ
| 勝敗 | 対戦相手 | 試合結果 | 大会名                       | 開催年月日    |
| －   | 寒川慶一 | 2分2R    | SPEED 3rd ～ S-is not Dead～ | 2007年9月24日 |

## 獲得タイトル
- CMA KPW キックフェザー級王者